# Zetta
Zetta è un prefisso SI che esprime il fattore 1021, ovvero 10007, ovvero 1 000 000 000 000 000 000 000, ovvero mille miliardi di miliardi.
Il suo simbolo è Z.
È stato adottato nel 1991 dalla CGPM. Deriva dal francese sept e ricorda la settima potenza di 1000.  
Qualche anno prima, per esprimere lo stesso fattore, era stato introdotto non ufficialmente il prefisso Hepa, apparentemente derivato dalla parola greca ἑπτά, heptà, sette.
| 10n   | Prefisso | Simbolo | Nome             | Equivalente decimale                      |
| ----- | -------- | ------- | ---------------- | ----------------------------------------- |
| 1030  | quetta   | Q       | Quintilione      | 1 000 000 000 000 000 000 000 000 000 000 |
| 1027  | ronna    | R       | Quadriliardo     | 1 000 000 000 000 000 000 000 000 000     |
| 1024  | yotta    | Y       | Quadrilione      | 1 000 000 000 000 000 000 000 000         |
| 1021  | zetta    | Z       | Triliardo        | 1 000 000 000 000 000 000 000             |
| 1018  | exa      | E       | Trilione         | 1 000 000 000 000 000 000                 |
| 1015  | peta     | P       | Biliardo         | 1 000 000 000 000 000                     |
| 1012  | tera     | T       | Bilione          | 1 000 000 000 000                         |
| 109   | giga     | G       | Miliardo         | 1 000 000 000                             |
| 106   | mega     | M       | Milione          | 1 000 000                                 |
| 103   | chilo    | k       | Mille            | 1 000                                     |
| 102   | etto     | h       | Cento            | 100                                       |
| 101   | deca     | da      | Dieci            | 10                                        |
| 100   |          |         | Uno              | 1                                         |
| 10−1  | deci     | d       | Decimo           | 0,1                                       |
| 10−2  | centi    | c       | Centesimo        | 0,01                                      |
| 10−3  | milli    | m       | Millesimo        | 0,001                                     |
| 10−6  | micro    | µ       | Milionesimo      | 0,000 001                                 |
| 10−9  | nano     | n       | Miliardesimo     | 0,000 000 001                             |
| 10−12 | pico     | p       | Bilionesimo      | 0,000 000 000 001                         |
| 10−15 | femto    | f       | Biliardesimo     | 0,000 000 000 000 001                     |
| 10−18 | atto     | a       | Trilionesimo     | 0,000 000 000 000 000 001                 |
| 10−21 | zepto    | z       | Triliardesimo    | 0,000 000 000 000 000 000 001             |
| 10−24 | yocto    | y       | Quadrilionesimo  | 0,000 000 000 000 000 000 000 001         |
| 10−27 | ronto    | r       | Quadriliardesimo | 0,000 000 000 000 000 000 000 000 001     |
| 10−30 | quecto   | q       | Quintilionesimo  | 0,000 000 000 000 000 000 000 000 000 001 |